# Ekvatorski koordinatni sistem
Ekvatorski koordinatni sistem je najbolj uporabljen nebesni koordinatni sistem. Koordinati v tem sistemu sta:
- deklinacija (δ)
- rektascenzija (α); v astronomski navigaciji surektascenzija (360-α) ali SHA (merjena od točke pomladišča do časovne krožnice nebesnega telesa v smeri urinega kazalca)

Ekvatorski koordinatni sistem uporabljajo daljnogledi z ekvatorialno nastavitvijo.